# Jørn Lande
Jørn Lande (1968. május 31. –) norvég heavy metal- és hard rock-énekes. Rendkívüli hangszíne és énektechnikája miatt keresett művész, aki számos projekt és stúdióalbum munkálataiban vett részt.

## Életút
Mivel édesapja is zenész volt, korán megismerkedett a világot jelentő deszkákkal. Mindmáig fő inspirációjaként tekint az 1970-es évek rockzenéjére.
Az 1980-as évektől maga is zenél, különböző formációkban énekesként vett részt, első állandó zenekara a Hydra nevet viselte. Első jelentősebb sikereket és ismertséget szerző zenekara a három egykori TNT zenésszel (köztük Ronni Le Tekrø-val) közösen alapított Vagabond nevű csapat volt. Ugyan csak két albumuk jelent meg, azonban ismertségüket növelte, hogy az 1994-es foci vb-re írt norvég indulót is Jørn Lande énekelte.
Ezt követően a Whitesnake két korábbi gitárosa, Bernie Marsden és Mickey Moody megkeresésére elvállalta zenekarunk, The Snakes énekesi szerepét. Noha ez a formáció is alig két évig működött, kiadtak egy stúdiólemezt és egy koncertalbumot is. Ezzel párhuzamosan szintén felénekelte a Mundanus Imperium, rövid életű norvég zenekar egyetlen albumát is.
Miközben két album erejéig elvállalta az ARK progresszív metál-zenekar frontemberi szerepét, megkezdte szólókarrierjét is. Első albuma még 2000-ben látott napvilágot a saját családnevéről elnevezett zenekarával. Miközben azóta rendszeresen jelennek meg önálló albumai, számos további projektben is szerepet vállalt. A zenekari lemezek mellett több rock operában is énekelt, így legutóbb Tobias Sammet Avantasia-projektjében, illetve Arjen Anthony Lucassen legendás Ayreon-projektjében is.
Miközben énekelt a Millennium, a Beyond Twilight, a Brazen Abott vagy Ken Hensley lemezein és turnézott Yngwie J. Malmsteen kíséretében, zenekari pályafutásának legsikeresebb időszaka minden bizonnyal a Masterplan nevéhez fűződik. 2002-ben a Helloween-ből érkező Roland Grapow, valamint Uli Kusch dobos hozta létre az együttest, melyhez Lande mindeddig két nagylemez erejéig csatlakozott. A zenekarból a harmadik lemez előkészületei során távozott, helyére Mike Dimeo érkezett az együttesbe. 2009 áprilisában Lande ismét vállalta a frontemberséget és visszatért a Masterplan-be, majd a zenekar 2010 májusában új nagylemezzel is jelentkezett (Time To Be King). A lemez mérsékelt fogadtatása és a személyes kapcsolatok elhidegülése után azonban 2012-ben Grapow bejelentette, hogy a Masterplan ismét új énekessel vág neki következő projektjének.
Szintén érdekes kezdeményezésként fogható fel a Symphony X énekesével, Russell Allen-nel felvett immár három duett (vagy inkább duell) lemez, melyek bizonyították a két énekes kivételes tehetségét. A lemezek dalait a gitáros-dalszerző, multi-instrumentalista Magnus Karlsson írta és játszotta fel, elsősorban klasszikus hard rock, heavy metal és némi progresszív felhangokkal.
A legendás Ronnie James Dio halálát követően 2010 júliusában Lande egy teljes albummal tisztelgett a példaképének tartott énekes életműve előtt, melynek nyomán a Heaven and Hell tagjai az egyetlen Dio-emlékkoncertre (London, 2010. július 24, High Voltage Festival) is Lande-t kérték fel énekesnek.
Az énekes 2011-ben kiadta második koncertalbumát (Live in Black), melynek anyagát a 2010-es Sweden Rock Festival-on rögzítették. Ezt követően sem pihent azonban: 2012 júniusában ismét új szólóanyaggal jelentkezett Bring Heavy Rock To The Land címmel, majd alig egy évvel később Traveller cím alatt adott ki stúdióalbumot. A gyors munkatempó és a sorozatban megjelenő albumok a nagy énekesnek tartott Landeval szemben komoly kritikákat eredményeztek. Több értékelés is kifogásolta legutóbbi szólólemezein "az ezerszer körbejárt stílust", amely azt is eredményezi, hogy az új lemez "eseménytelen, rutinszerű alkotás". Ezen még az a tény sem változtatott, hogy a Traveller albumon új zenésztársak kísérik: hosszú évek után Lande lecserélte Tore Moren gitárost és a Wig Wam együttesből leigazolta Trond Holter gitárost és Bernt Jansen bőgőst. Azonban ez a tény sem változtat azon, hogy "nem igazán érezni semmilyen elmozdulást sem a hangzásban, sem a dalszerkezetekben" a korábbi munkáihoz képest.
Magyarországon Lande többek között 2007 áprilisában és 2008 novemberében, majd 2010. október 15-én járt lemezbemutató koncerten. Legutóbb a Bring Heavy Rock To The Land album bemutatója kapcsán közös estén lépett fel Doroval 2012. december 2-án a Club 202 színpadán.

## Diszkográfia

### Jorn szólólemezek
- Starfire (2000)
- Worldchanger (2001)
- Out To Every Nation (2004)
- The Duke (2006)
- The Gathering (Greatest Hits) (2007)
- Unlocking The Past (2007)
- Live in America (2007)
- Lonely Are The Brave (2008)
- Spirit Black (2009)
- Dukebox (Greatest Hits) (2009)
- Dio (2010)
- Live in Black (2011)
- Bring Heavy Rock To The Land (2012)
- Traveller (2013)

### Vagabond
- Vagabond (1994)
- A Huge Fan of Life (1995)

### Mundanus Imperium
- The Spectral Spheres Coronation (1998)

### The Snakes
- Once Bitten (1998)
- Live in Europe (1998)

### Millennium
- Hourglass (2000)

### ARK
- ARK (2000)
- Burn The Sun (2001)

### Beyond Twilight
- The Devil's Hall of Fame (2001)

### Brazen Abbot
- Guilty As Sin (2003)

### Masterplan
- Enlighten Me (kislemez) (2002)
- Masterplan (2003)
- Back For My Life (EP) (2004)
- Aeronautics (2005)
- Time To Be King (2010)

### Russell Allen / Jørn Lande
- The Battle (2005)
- The Revenge (2007)
- The Showdown (2010)
- The Great Divide (2014)

### Ken Hensley
- Blood On The Highway (2007)

### Rockoperák
- Nikolo Kotzev's Nostradamus (2001) - mint inkvizítor
- Genius - Episode 3: The Final Surprise (2007) - mint Apikor
- Avantasia: The Scarecrow (2008)
- Ayreon: 01011001 (2008)
- Avantasia: The Wicked Symphony / Angel of Babylon (2010)
- Jorn Lande-Trond Holter: Dracula (2015)